# Ndusi Ntembe
Ndusi Ntembe est une femme politique de République Démocratique du Congo et ministre nationale de l'Emploi, du Travail et de la Prévoyance sociale à partir du 12 avril 2021 dans le gouvernement Lukonde sous la présidence de Félix Tshisekedi.